# Aristolochia grandiflora
Espèce
Classification phylogénétique
Aristolochia grandiflora est une espèce de plantes à fleurs de la famille des Aristolochiaceae trouvée dans les Caraïbes et en Amérique centrale.

## Répartition et habitat
L'espèce est trouvée aux Caraïbes et en Amérique centrale. elle a été introduite en Floride.
Elle pousse dans les forêts tropicales près des ruisseaux. 